# Henrik Wilhelm Eklund
Henrik Wilhelm Eklund, född 1848, död 1920, metodistpastor och psalmförfattare verksam i Sverige och Amerika. Använde också signaturen H. W. E.

## Sånger
- Lyft dig, min själ, mot Nebos höjder (Segertoner 1930, nr 358)